# Natalia Lesz (album)
Natalia Lesz – debiutancki album Natalii Lesz, który premierę miał 11 kwietnia 2008. Płyta została nagrana w USA z wieloma profesjonalnymi producentami, takimi jak Glen Ballard czy Greg Wells. Nagrania dotarły do 13. miejsca listy OLiS.

## Lista utworów
| Nr  | Tytuł utworu                              | Długość |
| --- | ----------------------------------------- | ------- |
| 1.  | „Crush”                                   | 3:58    |
| 2.  | „Fall”                                    | 5:21    |
| 3.  | „Power of Attraction”                     | 4:14    |
| 4.  | „Woman”                                   | 4:02    |
| 5.  | „Flow”                                    | 3:31    |
| 6.  | „Sexuality”                               | 3:29    |
| 7.  | „Stranger”                                | 4:15    |
| 8.  | „Miss You”                                | 2:40    |
| 9.  | „Girls On Top”                            | 3:40    |
| 10. | „Confessional”                            | 4:44    |
| 11. | „Arabesque”                               | 4:04    |
| 12. | „Fall (wersja polska)”                    | 5:22    |
| 13. | „Power Of Attraction (Sven Martin Remix)” | 4:29    |
|     |                                           | 53:49   |